# چهل‌داغ
چهل‌داغ (به لاتین: Çeyildağ) یکی از شهرهای جمهوری آذربایجان است که از توابع شهر باکو است. جمعیت این شهر در سرشماری سال ۲۰۱۱ میلادی، ۱۱۰۰ نفر بود.